# Reiko Tosa
Reiko Tosa (jap. 土佐礼子 Tosa Reiko; ur. 11 czerwca 1976 w Matsuyamie) – japońska lekkoatletka specjalizująca się w półmaratonie i maratonie.
Reiko jest dwukrotną (srebro i brąz) medalistką mistrzostw świata (2001 i 2007), piątą zawodniczką Igrzysk Olimpijskich w Atenach w 2004, jest zdobywczynią srebrnego medalu w drużynie na Mistrzostwach Świata w półmaratonie w Palermo (1999) – indywidualnie zajęła 5. miejsce.
Z prestiżowych miejskich maratonów wygrała zawody w Nagoi (2004) i w Tokio (2006). Była też trzecia w Bostonie.

## Sukcesy

### Mistrzostwa świata
- Edmonton 2001:  Srebro (czas: 2:26:06 godz.)
- Osaka 2007:  Brąz (czas: 2:30:55 godz.)

## Rekordy życiowe
- 5000 m: 15:37,08 min. (2000)
- 10 000 m: 32:07,66 min. (2005)
- Półmaraton: 1:09:36 godz. (1999)
- Maraton: 2:22:46 godz. (2002)